# تاتانا کوچارووا
تاتانا کوچارووا (به روسی: Taťána Kuchařová) (زاده ۲۳ دسامبر ۱۹۸۷) مدل، رقصنده و ملکه زیبایی اهل جمهوری چک است.
او به نمایندگی از جمهوری چک در مسابقات دوشیزه دنیا در سال ۲۰۰۶ شرکت کرد و برنده شد.